# César al millor vestuari
El César al millor vestuari (en francès: César des meilleurs costumes) és un premi cinematogràfic francès entregat des de 1985 per l'Acadèmia de les Arts i Tècniques de Cinema de França (en francès: Académie des arts et techniques du cinéma).

## Palmarès
- Font: Pàgina oficial del premi.

### Dècada del 1980
| Any                                  | Títol original  | Títol en català                       | Dissenyador de vestuari | Pais |
| ------------------------------------ | --------------- | ------------------------------------- | ----------------------- | ---- |
| 1985                                 |                 |                                       |                         |      |
| Un amour de Swann                    | L’amor de Swann | Yvonne Sassinot de Nesle              | França                  |      |
| Carmen                               | Carmen          | Enrico Job                            | Itàlia                  |      |
| Fort Saganne                         | Fort Saganne    | Rosine Delamare i Corinne Jorry       | França                  |      |
| 1986                                 |                 |                                       |                         |      |
| Harem                                | -               | Olga Berluti Catherine Gorne-Achdjian | Itàlia França           |      |
| Bras de fer                          | -               | Élisabeth Tavernier                   | França                  |      |
| L'effrontée                          | -               | Jacqueline Bouchard                   | França                  |      |
| Rendez-vous                          | Rendez-vous     | Christian Gasc                        | França                  |      |
| 1987                                 |                 |                                       |                         |      |
| Pirates                              | Pirates         | Anthony Powell                        | Regne Unit              |      |
| Mélo                                 | Mélo            | Catherine Leterrier                   | França                  |      |
| Thérèse                              | -               | Yvette Bonnay                         | França                  |      |
| 1988                                 |                 |                                       |                         |      |
| La passion Béatrice                  | -               | Jacqueline Moreau                     | França                  |      |
| Au revoir les enfants                | -               | Corinne Jorry                         | França                  |      |
| De guerre lasse                      | -               | Olga Berluti                          | Itàlia                  |      |
| 1989                                 |                 |                                       |                         |      |
| Camille Claudel                      | -               | Dominique Borg                        | França                  |      |
| Chouans                              | -               | Yvonne Sassinot de Nesle              | França                  |      |
| La vie est un long fleuve tranquille | -               | Elisabeth Tavernier                   | França                  |      |

### Dècada de 1990
| Any                        | Títol original              | Títol en català                                           | Dissenyador de vestuari | Pais |
| -------------------------- | --------------------------- | --------------------------------------------------------- | ----------------------- | ---- |
| 1990                       |                             |                                                           |                         |      |
| Valmont                    | Valmont                     | Theodor Pištěk                                            | Txecoslovàquia          |      |
| La révolution française    | La revolució francesa       | Catherine Leterrier                                       | França                  |      |
| La vie et rien d'autre     | La vida i res més           | Jacqueline Moreau                                         | França                  |      |
| 1991                       |                             |                                                           |                         |      |
| Cyrano de Bergerac         | Cyrano de Bergerac          | Franca Squarciapino                                       | Itàlia                  |      |
| La gloire de mon père      | La glòria del meu pare      | Agnès Nègre                                               | França                  |      |
| Lacenaire                  | -                           | Yvonne Sassinot de Nesle                                  | França                  |      |
| 1992                       |                             |                                                           |                         |      |
| Tous les matins du monde   | Tots els matins del món     | Corinne Jorry                                             | França                  |      |
| Delicatessen               | Delicatessen                | Valérie Pozzo di Borgo                                    | França                  |      |
| Van Gogh                   | Van Gogh                    | Edith Vespérini                                           | França                  |      |
| 1993                       |                             |                                                           |                         |      |
| Le souper                  | -                           | Sylvie de Segonzac                                        | França                  |      |
| L'amant                    | -                           | Yvonne Sassinot de Nesle                                  | França                  |      |
| Indochine                  | Indoxina                    | Gabriella Pescucci Pierre-Yves Gayraud                    | Itàlia França           |      |
| 1994                       |                             |                                                           |                         |      |
| Germinal                   | Germinal                    | Caroline de Vivaise Sylvie Gautrelet i Bernadette Villard | França                  |      |
| Louis enfant roi           | -                           | Franca Squarciapino                                       | Itàlia                  |      |
| Les visiteurs              | -                           | Catherine Leterrier                                       | França                  |      |
| 1995                       |                             |                                                           |                         |      |
| La reine Margot            | La reina Margot             | Moidele Bickel                                            | Alemanya                |      |
| Le colonel Chabert         | -                           | Franca Squarciapino                                       | Itàlia                  |      |
| Farinelli                  | Farinelli, Il Castrato      | Olga Berluti Anne de Laugardiere                          | Itàlia França           |      |
| 1996                       |                             |                                                           |                         |      |
| Madame Butterfly           | Madame Butterfly            | Christian Gasc                                            | França                  |      |
| La cité des enfants perdus | La ciutat dels nens perduts | Jean-Paul Gaultier                                        | França                  |      |
| Le hussard sur le toit     | -                           | Franca Squarciapino                                       | Itàlia                  |      |
| 1997                       |                             |                                                           |                         |      |
| Ridicule                   | Ridícul                     | Christian Gasc                                            | França                  |      |
| Beaumarchais, l'insolent   | Beaumarchais l'insolent     | Sylvie de Segonzac                                        | França                  |      |
| Capitaine Conan            | Capità Conan                | Jacqueline Moreau                                         | França                  |      |
| 1998                       |                             |                                                           |                         |      |
| Le bossu                   | -                           | Christian Gasc                                            | França                  |      |
| Artemisia                  | Artemisia                   | Dominique Borg                                            | França                  |      |
| Le cinquième élément       | El cinquè element           | Jean-Paul Gaultier                                        | França                  |      |
| 1999                       |                             |                                                           |                         |      |
| Lautrec                    | -                           | Pierre-Jean Larroque                                      | França                  |      |
| Don Juan                   | Don Juan                    | Sylvie de Segonzac                                        | França                  |      |
| Place Vendôme              | -                           | Nathalie du Roscoat i Elisabeth Tavernier                 | França                  |      |

### Dècada de 2000
| Any                                   | Títol original                     | Títol en català                                         | Dissenyador de vestuari | Pais |
| ------------------------------------- | ---------------------------------- | ------------------------------------------------------- | ----------------------- | ---- |
| 2000                                  |                                    |                                                         |                         |      |
| Jeanne d'Arc                          | -                                  | Catherine Leterrier                                     | França                  |      |
| Rembrandt                             | -                                  | Ève-Marie Arnault                                       | França                  |      |
| Le temps retrouvé                     | El temps recobrat                  | Caroline de Vivaise Gabriella Pescucci                  | França Itàlia           |      |
| 2001                                  |                                    |                                                         |                         |      |
| Saint-Cyr                             | -                                  | Édith Vesperini i Jean-Daniel Vuillermoz                | França                  |      |
| Le roi danse                          | La passió del rei                  | Olivier Bériot                                          | França                  |      |
| Vatel                                 | Vatel                              | Yvonne Sassinot de Nesle                                | França                  |      |
| 2002                                  |                                    |                                                         |                         |      |
| Le Pacte des loups                    | El pacte dels llops                | Dominique Borg                                          | França                  |      |
| L'Anglaise et le Duc                  | L'anglesa i el duc                 | Pierre-Jean Larroque                                    | França                  |      |
| La chambre des Officiers              | -                                  | Catherine Bouchard                                      | França                  |      |
| Le fabuleux destin d'Amélie Poulain   | Amélie                             | Madeline Fontaine                                       | França                  |      |
| 2003                                  |                                    |                                                         |                         |      |
| Astérix et Obélix : mission Cléopâtre | -                                  | Tanino Liberatore Philippe Guillotel i Florence Sadaune | Itàlia França           |      |
| 8 femmes                              | -                                  | Pascaline Chavanne                                      | Bèlgica                 |      |
| Le pianiste                           | La pianista                        | Annette Beaufaÿs                                        | Alemanya                |      |
| 2004                                  |                                    |                                                         |                         |      |
| Pas sur la bouche                     | A la boca no                       | Jackie Stephens Budin                                   | França                  |      |
| Bon voyage                            | Bon Voyage                         | Catherine Leterrier                                     | França                  |      |
| Monsieur N.                           | -                                  | Carine Sarfati                                          | França                  |      |
| 2005                                  |                                    |                                                         |                         |      |
| Un long dimanche de fiançailles       | Llarg diumenge de festeig          | Madeline Fontaine                                       | França                  |      |
| Arsène Lupin                          | Arsène Lupin                       | Pierre-Jean Larroque                                    | França                  |      |
| Podium                                | -                                  | Catherine Bouchard                                      | França                  |      |
| 2006                                  |                                    |                                                         |                         |      |
| Gabrielle                             | Gabrielle                          | Caroline de Vivaise                                     | França                  |      |
| Les âmes grises                       | -                                  | Pascaline Chavanne                                      | Bèlgica                 |      |
| Joyeux Noël                           | Bon Nadal                          | Alison Forbes-Meyler                                    | Regne Unit              |      |
| 2007                                  |                                    |                                                         |                         |      |
| Lady Chatterley                       | Lady Chatterley                    | Marie-Claude Altot                                      | França                  |      |
| Les brigades du tigre                 | -                                  | Pierre-Jean Larroque                                    | França                  |      |
| Coeurs                                | Assumptes privats en llocs públics | Jackie Stephens Budin                                   | França                  |      |
| Indigènes                             | Dies de glòria                     | Michèle Richer                                          | França                  |      |
| OSS 117 - Le Caire nid d'espions      | OSS 117: El Caire, niu d'espies    | Charlotte David                                         | França                  |      |
| 2008                                  |                                    |                                                         |                         |      |
| La Môme                               | La vida en rosa                    | Marit Allen                                             | Regne Unit              |      |
| Le deuxième souffle                   | -                                  | Corinne Jorry                                           | França                  |      |
| Jacquou le croquant                   | -                                  | Jean-Daniel Vuillermoz                                  | França                  |      |
| Molière                               | -                                  | Pierre-Jean Larroque                                    | França                  |      |
| Un secret                             | -                                  | Jacqueline Bouchard                                     | França                  |      |
| 2009                                  |                                    |                                                         |                         |      |
| Séraphine                             | Séraphine                          | Madeline Fontaine                                       | França                  |      |
| Faubourg 36                           | Faubourg 36                        | Carine Sarfati                                          | França                  |      |
| Les femmes de l'ombre                 | Espies entre les ombres            | Pierre-Jean Larroque                                    | França                  |      |
| Mesrine                               | Mesrine                            | Virginie Montel                                         | França                  |      |
| Sagan                                 | -                                  | Nathalie du Roscoat                                     | França                  |      |

### Dècada de 2010
| Any                                                     | Títol original                                | Títol en català           | Dissenyador de vestuari | Pais |
| ------------------------------------------------------- | --------------------------------------------- | ------------------------- | ----------------------- | ---- |
| 2010                                                    |                                               |                           |                         |      |
| Coco avant Chanel                                       | Coco, de la rebel·lia a la llegenda de Chanel | Catherine Leterrier       | França                  |      |
| Coco Chanel & Igor Stravinsky                           | -                                             | Chattoune i Fab           | França                  |      |
| Micmacs à tire-larigot                                  | Micmacs à tire-larigot                        | Madeline Fontaine         | França                  |      |
| OSS 117 Rio ne répond plus...                           | OSS 117: Perdut a Rio                         | Charlotte David           | França                  |      |
| Un prophète                                             | Un profeta                                    | Virginie Montel           | França                  |      |
| 2011                                                    |                                               |                           |                         |      |
| La princesse de Montpensier                             | -                                             | Caroline de Vivaise       | França                  |      |
| Les aventures extraordinaires d'Adèle Blanc-Sec         | Adèle i el misteri de la mòmia                | Olivier Bériot            | França                  |      |
| Des hommes et des dieux                                 | De déus i homes                               | Marielle Robaut           | França                  |      |
| Potiche                                                 | Potiche                                       | Pascaline Chavanne        | Bèlgica                 |      |
| Tournée                                                 | -                                             | Alexia Crisp-Jones        | França                  |      |
| 2012                                                    |                                               |                           |                         |      |
| L'Apollonide, souvenirs de la maison close              | -                                             | Anaïs Romand              | França                  |      |
| Les femmes du 6e étage                                  | Les dones del sisè pis                        | Christian Gasc            | França                  |      |
| My little Princess                                      | -                                             | Catherine Baba            | Austràlia               |      |
| La Source des femmes                                    | La Source des femmes                          | Viorica Petrovici         | Romania                 |      |
| The Artist                                              | The Artist                                    | Mark Bridges              | Estats Units            |      |
| 2013                                                    |                                               |                           |                         |      |
| Les Adieux à la Reine                                   | L'adeu a la reina                             | Christian Gasc            | França                  |      |
| Augustine                                               | -                                             | Pascaline Chavanne        | Bèlgica                 |      |
| Camille Redouble                                        | -                                             | Madeline Fontaine         | França                  |      |
| Cloclo                                                  | -                                             | Mimi Lempicka             | França                  |      |
| Populaire                                               | -                                             | Charlotte David           | França                  |      |
| 2014                                                    |                                               |                           |                         |      |
| Renoir                                                  | Renoir                                        | Pascaline Chavanne        | Bèlgica                 |      |
| L'Écume des jours                                       | -                                             | Florence Fontaine         | França                  |      |
| L'extravagant voyage du jeune et prodigieux T.S. Spivet | L'extraordinari viatge de T. S. Spivet        | Madeline Fontaine         | França                  |      |
| Les Garçons et Guillaume, à table !                     | Guillaume i els nois, a taula!                | Olivier Bériot            | França                  |      |
| Michael Kohlhaas                                        | Michael Kohlhaas                              | Anina Diener              | Alemanya                |      |
| 2015                                                    |                                               |                           |                         |      |
| Saint Laurent                                           | -                                             | Anaïs Romand              | França                  |      |
| La Belle et la Bête                                     | La bella i la bèstia                          | Pierre-Yves Gayraud       | França                  |      |
| La French                                               | -                                             | Carine Sarfati            | França                  |      |
| Une nouvelle amie                                       | Una nova amiga                                | Pascaline Chavanne        | Bèlgica                 |      |
| Yves Saint Laurent                                      | Yves Saint Laurent                            | Madeline Fontaine         | França                  |      |
| 2016                                                    |                                               |                           |                         |      |
| Marguerite                                              | Madame Marguerite                             | Pierre-Jean Larroque      | França                  |      |
| Journal d'une femme de chambre                          | -                                             | Anaïs Romand              | França                  |      |
| Mustang                                                 | Mustang                                       | Selin Sözen               | França                  |      |
| L'Odeur de la mandarine                                 | -                                             | Catherine Leterrier       | França                  |      |
| Trois souvenirs de ma jeunesse                          | Trois souvenirs de ma jeunesse                | Nathalie Raoul            | França                  |      |
| 2017                                                    |                                               |                           |                         |      |
| Danseuse                                                | La ballarina                                  | Anaïs Romand              | França                  |      |
| Frantz                                                  | Frantz                                        | Pascaline Chavanne        | Bèlgica                 |      |
| Ma Loute                                                | L'alta societat                               | Alexandra Charles         | França                  |      |
| Mal de pierres                                          | El somni de la Gabrielle                      | Catherine Leterrier       | França                  |      |
| Une vie                                                 | Una vida                                      | Madeline Fontaine         | França                  |      |
| 2018                                                    |                                               |                           |                         |      |
| Au revoir là-haut                                       | Ens veurem allà dalt                          | Mimi Lempicka             | França                  |      |
| 120 battements par minute                               | 120 pulsacions per minut                      | Isabelle Pannetier        | França                  |      |
| Barbara                                                 | -                                             | Pascaline Chavanne        | Bèlgica                 |      |
| Les Gardiennes                                          | Les guardianes                                | Anaïs Romand              | França                  |      |
| La promesse de l'aube                                   | Promesa a l'alba                              | Catherine Bouchard        | França                  |      |
| 2019                                                    |                                               |                           |                         |      |
| Mademoiselle de Joncquières                             | -                                             | Pierre-Jean Larroque      | França                  |      |
| La Douleur                                              | Marguerite Duras: París 1944                  | Anaïs Romand Sergio Ballo | França Itàlia           |      |
| L'Empereur de Paris                                     | L'emperador de París                          | Pierre-Yves Gayraud       | França                  |      |
| Les Frères Sisters                                      | Els germans Sisters                           | Miléna Canonero           | Itàlia                  |      |
| Un peuple et son roi                                    | Un poble i el seu rei                         | Anaïs Romand              | França                  |      |

### Dècada de 2020
| Any                                                                 | Títol original                                                | Títol en català           | Dissenyador de vestuari | Pais |
| ------------------------------------------------------------------- | ------------------------------------------------------------- | ------------------------- | ----------------------- | ---- |
| 2020                                                                |                                                               |                           |                         |      |
| J'Accuse                                                            | L'oficial i l'espia                                           | Pascaline Chavanne        | Bèlgica                 |      |
| La Belle Époque                                                     | La Belle Époque                                               | Emmanuelle Youchnovski    | França                  |      |
| Edmond                                                              | Cartes a Roxane                                               | Thierry Delettre          | França                  |      |
| Jeanne                                                              | -                                                             | Alexandra Charles         | França                  |      |
| Portrait de la jeune fille en feu                                   | Retrat d'una dona en flames                                   | Dorothée Guiraud          | França                  |      |
| 2021                                                                |                                                               |                           |                         |      |
| La Bonne Épouse                                                     | El manual de la bona esposa                                   | Madeline Fontaine         | França                  |      |
| Adieu les cons                                                      | Adieu les cons                                                | Mimi Lempicka             | França                  |      |
| Les choses qu'on dit, les choses qu'on fait                         | Les coses que diem, les coses que fem                         | Hélène Davoudian          | França                  |      |
| De Gaulle                                                           | De Gaulle (pel·lícula)                                        | Anaïs Romand Sergio Ballo | França Itàlia           |      |
| Été 85                                                              | Été 85                                                        | Pascaline Chavanne        | Bèlgica                 |      |
| 2022                                                                |                                                               |                           |                         |      |
| Illusions perdues                                                   | Les il·lusions perdudes                                       | Pierre-Jean Larroque      | França                  |      |
| Aline                                                               | Aline                                                         | Catherine Leterrier       | França                  |      |
| Annette                                                             | Annette                                                       | Pascaline Chavanne        | Bèlgica                 |      |
| Délicieux                                                           | Deliciós                                                      | Madeline Fontaine         | França                  |      |
| Eiffel                                                              | Eiffel                                                        | Thierry Delettre          | França                  |      |
| 2023                                                                |                                                               |                           |                         |      |
| Simone - le voyage du siècle                                        | Simone, le voyage du siècle                                   | Gigi Lepage               | França                  |      |
| Les Amandiers                                                       | La gran joventut                                              | Caroline de Vivaise       | França                  |      |
| Couleurs de l'incendie                                              | Els colors de l'incendi                                       | Pierre-Jean Larroque      | França                  |      |
| En attendant Bojangles                                              | En attendant Bojangles                                        | Emmanuelle Youchnovski    | França                  |      |
| L'Innocent                                                          | L'Innocent                                                    | Corinne Bruand            | França                  |      |
| Pacifiction - tourment sur les îles                                 | Pacifiction                                                   | Praxedes de Vilallonga    | Portugal                |      |
| 2024                                                                |                                                               |                           |                         |      |
| Le Règne animal                                                     | Le Règne animal                                               | Ariane Daurat             | França                  |      |
| Jeanne du Barry                                                     | Jeanne du Barry                                               | Jürgen Doering            | França                  |      |
| Mon crime                                                           | Mon crime                                                     | Pascaline Chavanne        | Bèlgica                 |      |
| La Passion de Dodin Bouffant                                        | A foc lent                                                    | Trần Nữ Yên Khê           | Vietnam                 |      |
| Les Trois Mousquetaires (Partie 1 : D'Artagnan / Partie 2 : Milady) | Els tres mosqueters. D'Artagnan / Els tres mosqueters. Milady | Thierry Delettre          | França                  |      |
| 2025                                                                |                                                               |                           |                         |      |
| Le Comte de Monte-Cristo                                            | El comte de Montecristo                                       | Thierry Delettre          | França                  |      |
| L'Amour ouf                                                         | -                                                             | Isabelle Pannetier        | França                  |      |
| Emilia Pérez                                                        | Emilia Pérez                                                  | Virginie Montel           | França                  |      |
| Monsieur Aznavour                                                   | -                                                             | Isabelle Mathieu          | França                  |      |
| Sarah Bernhardt, La Divine                                          | -                                                             | Anaïs Romand              | França                  |      |

## Estadístiques

### Els més premiats
| Premis | Nom                  | Anys                   | Detalls        |
| ------ | -------------------- | ---------------------- | -------------- |
| 4      | Pierre-Jean Larroque | 1999, 2016, 2019, 2022 | 10 nominacions |
| 4      | Christian Gasc       | 1996, 1997, 1998, 2013 | 6 nominacions  |
| 3      | Madeline Fontaine    | 2005, 2009, 2021       | 10 nominacions |
| 3      | Anaïs Romand         | 2012, 2015, 2017       | 9 nominacions  |
| 3      | Caroline de Vivaise  | 1994, 2006, 2011       | 5 nominacions  |
| 2      | Pascaline Chavanne   | 2014, 2020             | 12 nominacions |
| 2      | Catherine Leterrier  | 2000, 2010             | 9 nominacions  |
| 2      | Dominique Borg       | 1989, 2002             | 3 nominacions  |

### Els més nominats
| Nominacions | Nom                      | Anys                                                                   | Detalls  |
| ----------- | ------------------------ | ---------------------------------------------------------------------- | -------- |
| 12          | Pascaline Chavanne       | 2003, 2006, 2011, 2013, 2014, 2015, 2017, 2018, 2020, 2021, 2022, 2024 | 2 premis |
| 10          | Pierre-Jean Larroque     | 1999, 2002, 2005, 2007, 2008, 2009, 2016, 2019, 2022, 2023             | 4 premis |
| 10          | Madeline Fontaine        | 2002, 2005, 2009, 2010, 2013, 2014, 2015, 2017, 2021, 2022             | 3 premis |
| 9           | Anaïs Romand             | 2012, 2015, 2016, 2017, 2018, 2019 (2 candidatures), 2021, 2025        | 3 premis |
| 9           | Catherine Leterrier      | 1987, 1990, 1994, 2000, 2004, 2010, 2016, 2017, 2022                   | 2 premis |
| 6           | Christian Gasc           | 1986, 1996, 1997, 1998, 2012, 2013                                     | 4 premis |
| 5           | Caroline de Vivaise      | 1994, 2000, 2006, 2011, 2023                                           | 3 premis |
| 5           | Yvonne Sassinot de Nesle | 1985, 1989, 1991, 1993, 2001                                           | 1 premi  |
| 4           | Corinne Jorry            | 1985, 1988, 1992, 2008                                                 | 1 premi  |
| 4           | Franca Squarciapino      | 1991, 1994, 1995, 1996                                                 | 1 premi  |